# William Gilson Farlow
William Gilson Farlow (ur. 17 grudnia 1844 w Bostonie, zm. 3 czerwca 1919 w Cambridge) – amerykański botanik i mykolog.

## Życiorys
William Gilson Farlow w 1866 r. ukończył studia na Uniwersytecie Harvarda. Rok później wstąpił do Harvard Medical School. W 1870 r. uzyskał tytuł magistra i został asystentem profesora Asy Greya na katedrze historii naturalnej. W 1872 roku, chcąc zdobyć większą wiedzę botaniczną, udał się do Europy, gdzie przez dwa lata studiował u Antona de Bary i innych wybitnych botaników w Niemczech, Francji i Skandynawii. Po powrocie został mianowany adiunktem botaniki w Bussey Institution na Jamaica Plains. W 1879 roku został mianowany profesorem botaniki kryptogamicznej (dział botaniki zajmujący się roślinami zarodnikowymi) na Uniwersytecie Harvarda. Na tym stanowisku pozostał do przejścia na emeryturę w 1896 r.
W 1900 r. Farlow poślubił Lillian Horsford, a ich dom stał się domem spotkań botaników. Farlow prowadził też obszerną korespondencję. Wśród wyróżnień, jakie uzyskał Farlow, były honorowe stopnie naukowe z Uniwersytetu Harvarda, Uniwersytetu Wisconsin, Uniwersytetu w Glasgow i Uniwersytetu w Uppsali. Był członkiem National Academy of Science, Towarzystwo Linneuszowskie w Londynie i British Association for the Advancement of Science, a także był prezesem Botanical Society of America i American Society of Naturalists.

## Praca naukowa
Opublikował wiele prac i artykułów na temat grzybów i glonów. Jego większe publikacje obejmują bibliografię artykułów na temat amerykańskich grzybów: Host Index to Fungi in the United States (1888), Bibliographic Index of North American Fungi (1905) i Icones Farlowianea, opublikowane pośmiertnie w 1929 roku.
Zostanie zapamiętany jako pionier fitopatologii, który pomógł ustanowić systematyczne nazewnictwo grzybów oraz zainspirował i kierował niektórymi czołowymi botanikami Ameryki. Założył i wyposażył Harvard Cryptogamic Laboratories, Herbarium i Library, a po jego śmierci podarował Harvardowi swoją osobistą bibliotekę.
Przy nazwach naukowych utworzonych przez niego taksonów dodawany jest skrót jego nazwiska Farl. Na jego cześć nazwano także co najmniej dwa rodzaje roślin i wiele gatunków roślin i grzybów.